# Северный городок
Северный городок (лит. Šiaurės miestelis) — микрорайон города Вильнюс, находится на правом берегу реки Вилия (на другом берегу находится район Антоколь), входит в Жирмунайское староство.

## История
В Северном городке есть кирпичные постройки — казармы, которые были построены в конце XIX веке — в начале XX века. В начале XIX века в них размещались воинские части Российской империи. Во время правления Польшей Виленским краем в 1920—1939 годах казармы использовались польскими солдатами. В годы советской Литвы здесь размещалась военная база танков СССР. Этот район был недоступен для посторонних и назывался солдатской территорией, или Северным городком. Часть территории называлась Полем войны, и здесь проходили военные учения и парады. 16-я стрелковая литовская дивизия располагалась в Северном городке. В городке также располагались Солдатский дом культуры и кинотеатр.